# Schütze
Schütze is een Duitse militaire rang. Schütze betekent in het Duits: ”schutter” of ”geweerschutter”. Het komt ook incidenteel voor dat het gebruikt wordt als achternaam Schütze, zoals in de opera Der Freischütz. Het woord zelf is afgeleid van het Duitse woord schützen, wat de betekenis heeft van: ”beschermen” of ”schutter”. Het werd van origine gebruikt voor boogschutters, en is het Duitse equivalent van Sagittarius.

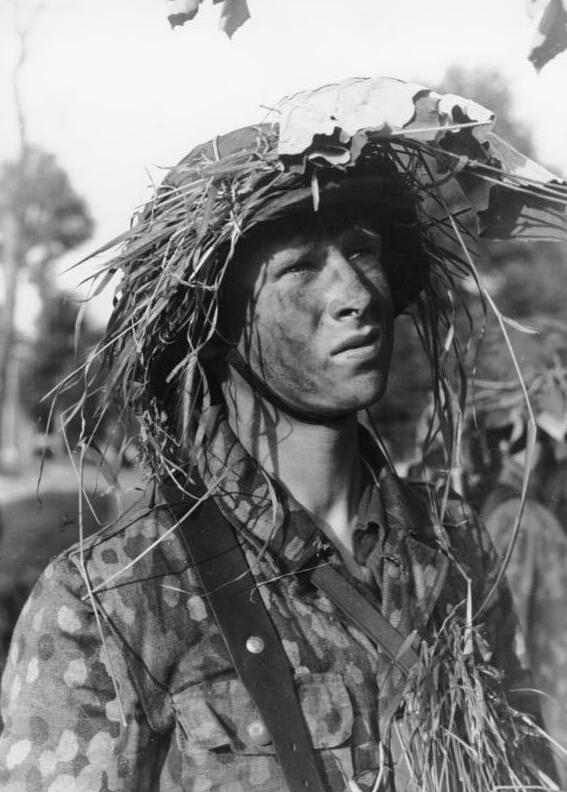
SS-Grenadier in Frankrijk, 1944.

## Overzicht
Als een rang van de krijgsmacht van Duitsland in de Eerste Wereldoorlog tot 1918, werd Schütze gebruikt voor de manschappen laagst in rang in een mitrailleureenheid en sommige elite-troepen zoals exclusief voor het Saxon Schützen-Regiment 108. Meestal vertaald als ”soldaat”, was het vanaf 1920 de laagste in rang in de infanterie in de Reichswehr. Het equivalent van Schütze in andere krijgsmachtonderdelen van de Duitse defensie waren Jäger, Kanonier, Pionier, Kraftfahrer etc. in het leger. Flieger in de Luftwaffe vanaf 1935, Matrose en Heizer (tot 1938) in de Reichsmarine en Kriegsmarine.

## Tweede Wereldoorlog
Gedurende de Tweede Wereldoorlog, werd het ook een rang in de Waffen-SS, SS-Schütze. Andere onderdelen van de SS refereerde aan de rang als Mann.

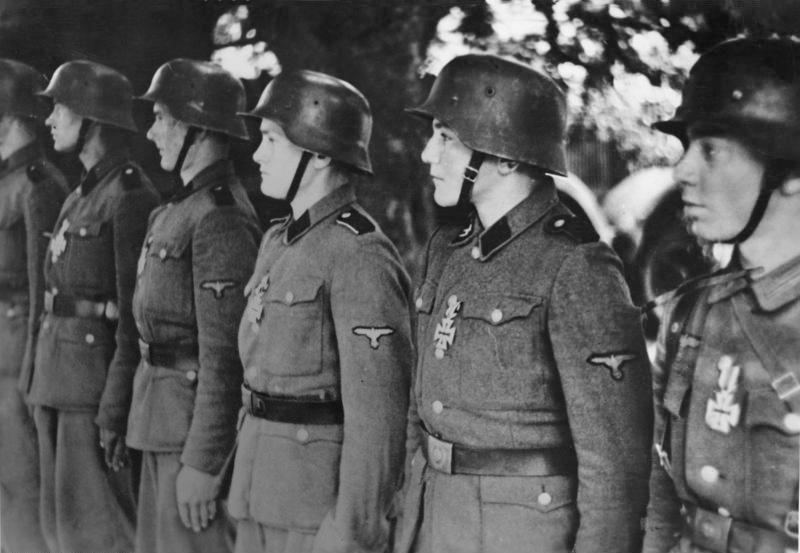
Panzergrenadiere van de 12. SS-Panzer-Division Hitlerjugend, tijdens een IJzeren Kruis uitreiking.

Insignes van de rang Schütze in de Wehrmacht tot 1945
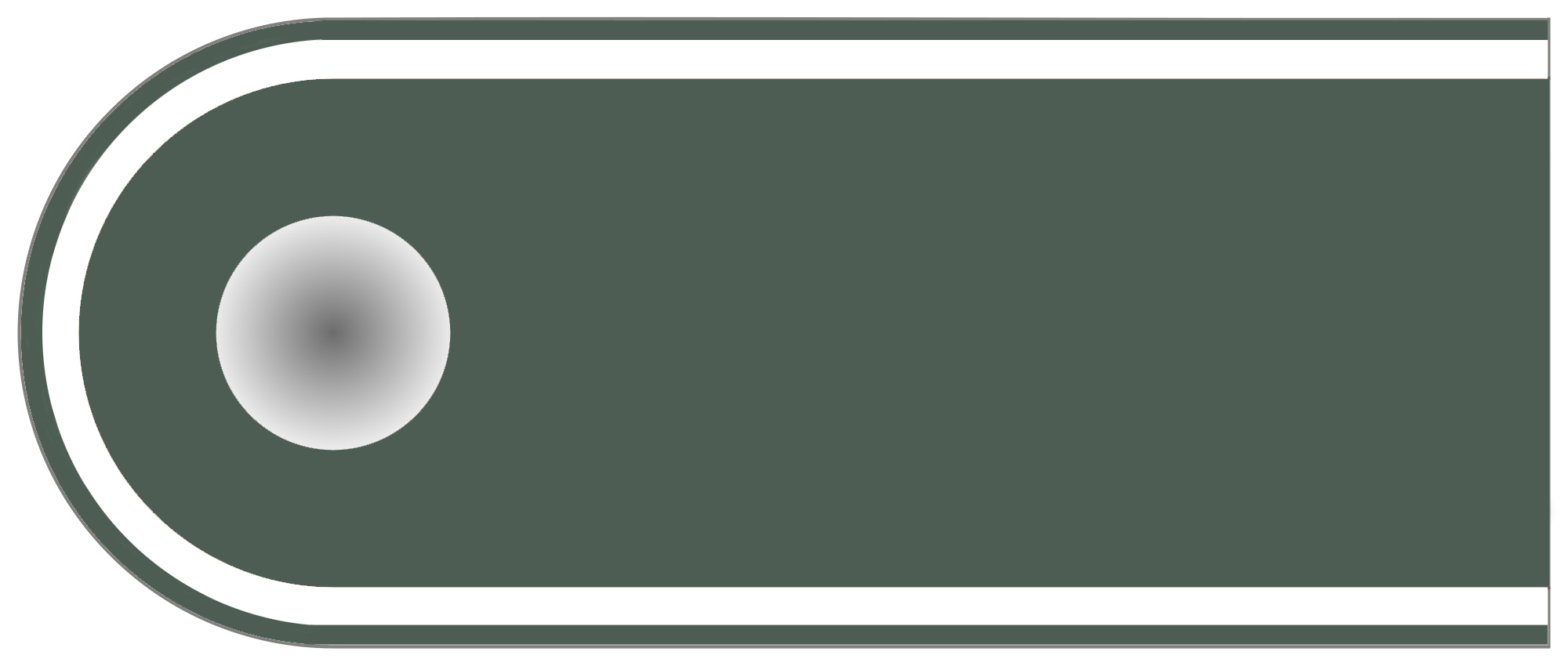
Epaulet
Kraagspiegels

Insignes van de rang SS-Schütze in de Waffen-SS
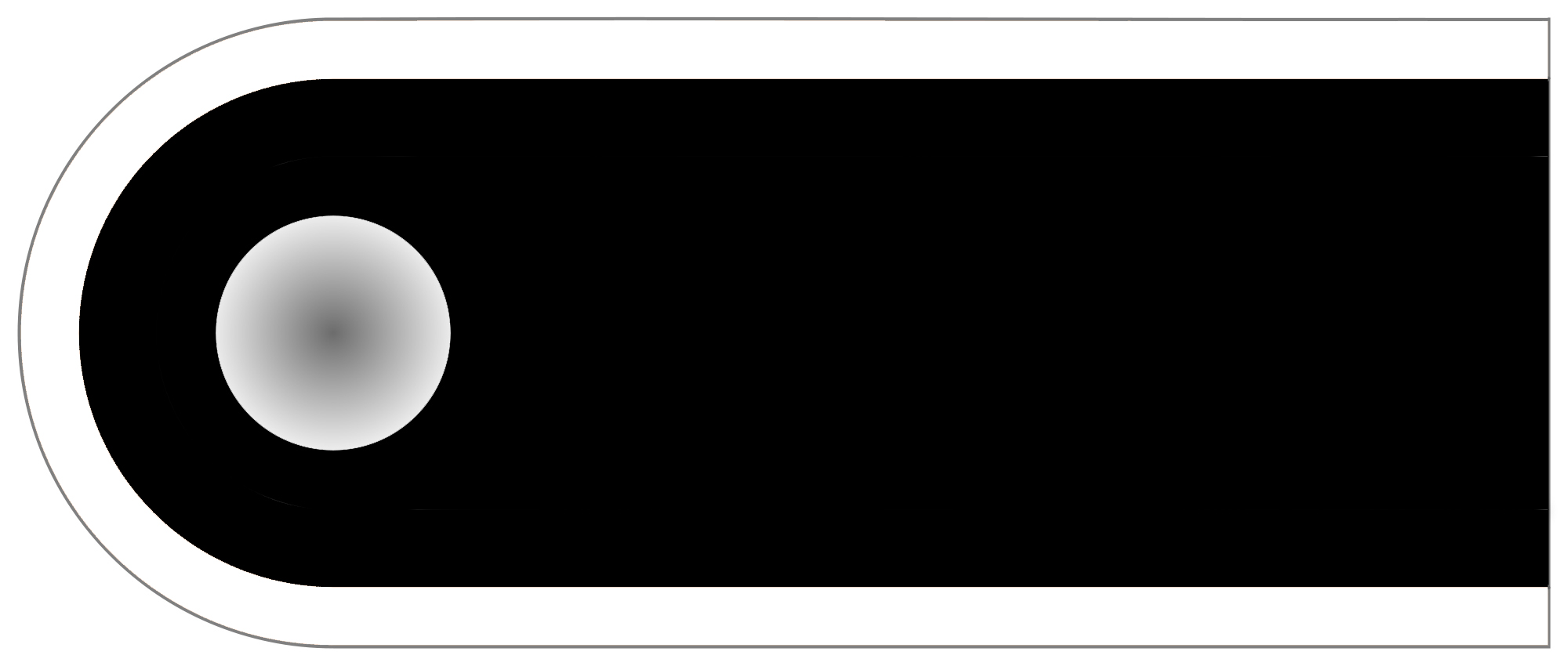
Epaulet
Kraagspiegels

## Hedendaagse Schütze
De hedendaagse Duitse Bundeswehr houdt de rang van Schütze in stand als laagste rang voor een manschap, met de NAVO rang van OR-1. Een Schütze is een lagere rang als een Gefreiter welke het equivalent van een soldaat is (OR-2). Het equivalent van de Soldaat der Eerste Klasse is een Obergefreiter of Hauptgefreiter (OR-3), (dit was anders voor de 20e eeuw uitbreiding van de Gefreiter in verschillende rangen).
Gedurende de diverse periodes in de Duitse militaire historie, was er een hogere soldaten rang nodig zoals Oberschütze die bestond tussen de rangen Schütze en Gefreiter. In het hedendaags Duitse leger wordt de rang van Schütze niet veel meer gebruikt. Elk krijgsmachtonderdeel van de Bundeswehr heeft een andere naam voor deze rang. Bijvoorbeeld in de Panzergrenadiertruppe (Cavalerie) de naam van de rang is dan Huzaar, en binnen de Fernmelder (verbindingstroepen), is het Funker (verbindelaar).

Insigne van de hedendaagse Bundeswehr Schütze.